# Joseph Bazalgette

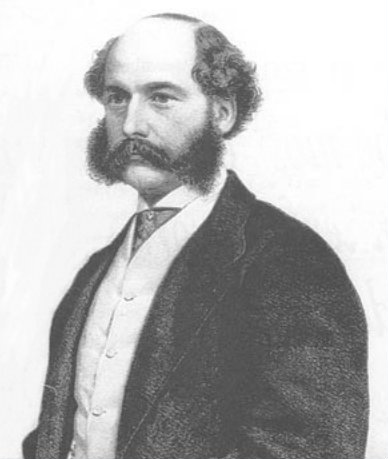
Joseph Bazalgette im Jahre 1865

 Sir Joseph William Bazalgette (Aussprache: /ˈbæzəldʒɛt/; * 28. März 1819 in Enfield; † 15. März 1891 in Wimbledon) war einer der großen Tiefbauingenieure des Viktorianischen Zeitalters.
Als Chefingenieur der Londoner Metropolitan Board of Works war sein wichtigstes Werk der Bau des Abwassernetzwerks für Zentral-London, das die Stadt durch die großen Säuberungsaktionen der Themse, die sich während des Großen Gestanks 1858 in eine Kloake verwandelt hatte, vor den Cholera-Epidemien rettete.

## Karriere
Geboren in Enfield als Sohn eines Kapitäns der Royal Navy und Enkel eines französischen Immigranten, begann er mit siebzehn Jahren, von Ingenieur Sir John MacNeill in Eisenbahnprojekten in die Lehre genommen, seine Karriere und erlangte weitreichende Erfahrung (einige in Nordirland) in Entwässerungs- und Urbarmachungsprojekten, bevor er sein eigenes Ingenieurbüro 1842 in London gründete. 1849 trat er in die hauptstädtische Abwasserkommission (Metropolitan Commission of Sewers) ein.
Unterstützt durch seinen Kollegen Isambard Kingdom Brunel wurde er dann 1856 zum Chefingenieur des Metropolitan Board of Works (MBW) berufen, einen Posten, den er bis zur Abschaffung des MBW im Jahr 1889 beibehielt. Seine Berufung kam, nachdem drei Choleraepidemien 30.000 Menschen, davon zuletzt 1853/54 allein über 10.000 Menschen, in Zentrallondon getötet hatten. Zu diesem Zeitpunkt war London die größte Stadt der Welt und erfuhr immer wieder neue Epidemien von Cholera, Typhus und Dysenterie. Niemand kannte den genauen Zusammenhang zwischen Trinkwasser, Hygiene und Epidemien. Während des „Großen Gestanks“ im Sommer 1858, als alle Bewohner einschließlich der Abgeordneten aus der Nähe des Flusses flohen, beschloss das Parlament – welches Bazalgettes Konzept zuvor fünf Mal zur Überarbeitung zurückgewiesen hatte – einen Instandsetzungsplan und setzte Bazalgettes Konzept endlich mit der Bewilligung von 3 Millionen Pfund in Kraft.

## Bazalgettes Konzept
Zu dieser Zeit war die Themse nicht viel mehr als ein offener Abwasserkanal, ohne Fische oder andere Lebewesen und eine offenbare Bedrohung für die öffentliche Gesundheit Londons. Allgemein wurde zu dieser Zeit angenommen, dass üble Gerüche (Miasmen) Krankheiten wie Cholera auslösten. Nicht zuletzt deshalb verbannte Bazalgette die Abwässer unter die Erde. Er veranlasste den Bau von 135 km aus Ziegelsteinen gemauerten unterirdischen Abwassersammlern, um jährlich 140 Mrd. Liter Abwässer aus Abflüssen und von 1750 km Abwasserkanälen in den Straßen abzuleiten und um zu verhüten, dass diese Abwässer unkontrolliert in den Fluss gerieten. In einer Reihe von Versuchen hatte er die noch heute gültige Eiform für das Querschnittsprofil (Eiprofil) der bis zu drei Meter hohen Abwässerkanäle als besonders vorteilhaft entwickelt. Dabei werden, entsprechendes Gefälle vorausgesetzt, die Abwässer unabhängig von der transportierten Flüssigkeitsmenge weitergeleitet und die Menge der sich absetzenden Feststoffe ist gering, wenn das Gefälle von 40 Zentimeter pro Kilometer Abwasserleitung eingehalten wird. In weiteren Versuchen auf der Themse hatte er außerhalb des Stadtgebiets den Punkt ermittelt, bei dem eine Einleitung nicht durch die Gezeiten zurückgestaut wurde. Die Abwässer wurden in drei großen Abwassersammlern nach Ostlondon geleitet, wo sie in den Fluss eingeleitet wurden. Heute befinden sich dort an beiden Ufern ausgedehnte Kläranlagen.

## Bauphase

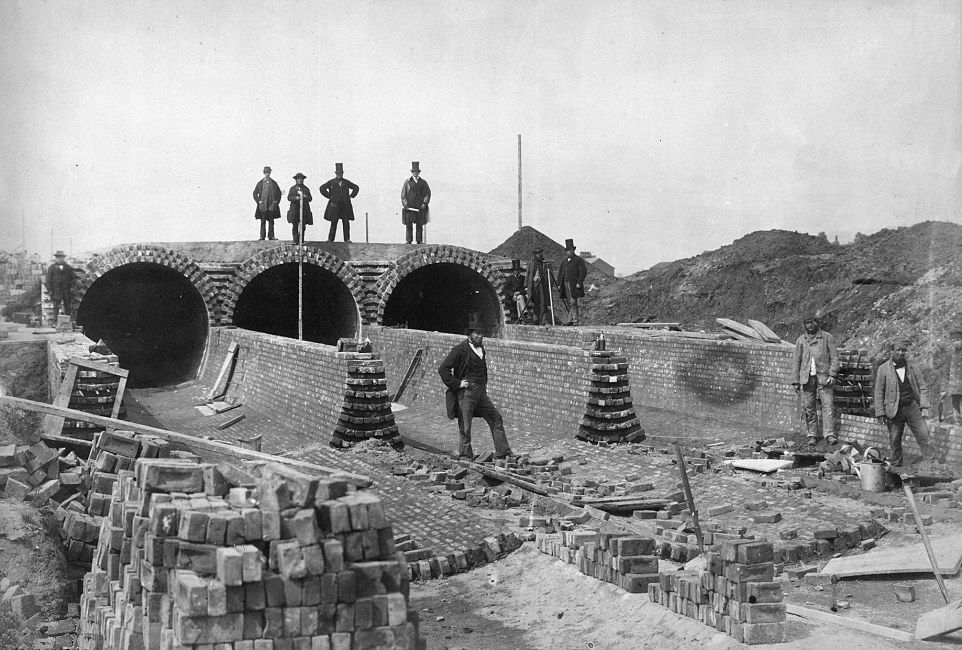
Bau der Leitungen 1860

Ein Problem war die Auswahl eines geeigneten Materials: Um den hohen Drücken und dem fortlaufenden Kontakt mit ätzenden Abwässern standzuhalten, entschied sich Bazalgette für den besonders hochwertigen und teuren Portlandzement. Sowohl die Ziegelsteine als auch der Mörtel, mit dem sie vermauert wurden, wurde von Bazalgette auf das Peinlichste laufend auf die Einhaltung der von ihm geforderten Qualität geprüft.
Das Konzept umfasste Hauptpumpstationen in Deptford (1864) und bei Crossness (1865) in den Erith Marschen, beide am Südufer der Themse sowie bei Abbey Mills im Lea Tal (1868) und an den Themseuferstraßen (1875) auf der Nordseite des Flusses. Das Gebäude bei Abbey Mills steht zwar noch heute, aber Pumpen und Motoren wurden Anfang des 20. Jahrhunderts abgebaut. In der Crossness Pumping Station, 1956 stillgelegt, blieben die Maschinen erhalten; genau so wie das Gebäude, das dank seiner aufwendigen, eisernen viktorianischen Ornamentik seit 1986 ein Denkmal ist.
In acht Jahren entstanden sechs Sammelkanäle mit einer Gesamtlänge von 160 Kilometern, die von 720 Hauptkanälen und fast 21.000 Kilometern kleineren Abwasserkanälen gefüllt werden. Die Sammelkanäle verlaufen parallel zur Themse und führen Ab- und Regenwasser mit sich. Damals wurden insgesamt 318 Millionen Ziegel und 670.000 Kubikmeter wasserfester Portlandzement verbaut.
Der Bau brachte Bazalgette bis an die Grenze seiner Ausdauer, nicht zuletzt weil sein Konzept der unterirdischen Abwasserkanäle mit dem gleichzeitig stattfindenden Ausbau der London Underground im Konflikt stand.
Während der Bauphase stand die Baustelle zeitweilig ein Jahr still wegen eines Streiks, bei dem die Maurer, damals ausgesuchte Spezialisten, ihren Lohn von fünf auf sechs Shilling pro Tag steigern wollten. Eine Gasexplosion forderte ein Todesopfer. Zeitweilig wurden sechs Arbeiter verschüttet, wovon drei lebend und zwei tot geborgen werden konnten. Einer blieb vermisst. Weniger als zehn Unfälle ereigneten sich während der gesamten Bauzeit, was für diese Epoche gering war.
Einer der wichtigsten Elemente des Systems bestand im Tunnel von Woolwich, der die Abwässer zu einer Pumpstation transportierte. Dort befand sich die größte Pumpe, die jemals gebaut wurde. Vier Dampfmaschinen wurden installiert. Sie erlaubten die Förderung der Abwässer aus sieben Metern Tiefe.
Der Trinkwasserlieferant schwor, nur sauberes Wasser nach London zu befördern. Als jedoch bei einer Störung in einem Ventil ein toter Aal zu Tage kam, war bewiesen, dass Abwasserbestandteile ins Trinkwasser gelangt sein mussten. Deshalb schlug Bazalgette die Filtration des Trinkwassers vor. Drei Monate nach deren Einführung verschwand die Cholera aus London und kehrte nie wieder zurück.
Londons Abwassersystem wurde schnell zum Vorbild anderer Metropolen, die Bazalgettes Konzept auf ihre Verhältnisse übertrugen.

## Ehrungen
Das System wurde vom Prince of Wales 1865 eingeweiht, obwohl das gesamte Projekt erst zehn Jahre später vollständig fertiggestellt wurde.
Bazalgette wurde 1874 zum Knight Bachelor geschlagen und 1888 zum Präsidenten der Tiefbauingenieur-Institution gewählt.
Mehrere Jahre lebte Bazalgette in Nordlondon in St. Johns Wood in der Hamilton Terrace 17, wo heute eine blaue Ehrenplakette an ihn erinnert. Sein Grab befindet sich in Wimbledon, wo er starb. Ein Monument auf der Flussseite des Victoria Embankments in Zentrallondon erinnert an Bazalgettes Genius.

## Weitere Arbeiten
- Victoria Embankment (1870)
- Albert Embankment (1870)
- Chelsea Embankment (1874)
- Putney Bridge (1886)
- Albert Bridge (1884, Modifikationen)
- Hammersmith Bridge (1887)
- Woolwich Ferry (1889)
- Battersea Bridge (1890)
- Charing Cross Road
- Garrick Street
- Northumberland Avenue
- Shaftesbury Avenue
- Frühe Pläne für den Blackwall-Tunnel (1897)
- Vorschlag für die spätere Tower Bridge
- Abbey Mills Pumpstation (1868)